# Salvia ballotiflora
Salvia ballotiflora är en kransblommig växtart som beskrevs av George Bentham. Salvia ballotiflora ingår i släktet salvior, och familjen kransblommiga växter. Inga underarter finns listade i Catalogue of Life.